# Deep Sidhu
Sandeep Singh Sidhu, noto come Deep Sidhu (Udekaran, 2 aprile 1984 – Kharkhoda, 15 febbraio 2022), è stato un attore cinematografico indiano e attivista sikh.

## Biografia
Ha lavorato in film punjabi, iniziando la sua carriera di attore con il film Ramta Jogi, prodotto da Dharmendra sotto la sua bandiera Vijayta Films. Sidhu è entrato nell'arena politica nel 2019, facendo una campagna per il candidato del BJP Sunny Deol, e successivamente cercando di assumere un ruolo di primo piano nella protesta degli agricoltori del 2020.
Pochi mesi prima della sua morte in un incidente stradale, ha fondato un'organizzazione socio-politica punjabi sikh Waris Punjab De.